# Parsons (Tennessee)
Parsons is een plaats (city) in de Amerikaanse staat Tennessee, en valt bestuurlijk gezien onder Decatur County.

## Demografie
Bij de volkstelling in 2000 werd het aantal inwoners vastgesteld op 2452.
In 2006 is het aantal inwoners door het United States Census Bureau geschat op 2385, een daling van 67 (-2,7%).

## Geografie
Volgens het United States Census Bureau beslaat de plaats een oppervlakte van
10,1 km², geheel bestaande uit land. Parsons ligt op ongeveer 123 m boven zeeniveau.

## Plaatsen in de nabije omgeving
De onderstaande figuur toont nabijgelegen plaatsen in een straal van 28 km rond Parsons.